# Fussballdaten.de
fussballdaten.deとは主にドイツのサッカーにおけるトップ5リーグに関するデータを幅広く掲載しているドイツ語のウェブサイトである。
このサイトではブンデスリーガと2. ブンデスリーガで開催された試合ごとの出場選手に関するデータをそれぞれの創設年である1963年、1974年のから提供している。